# 続・社長漫遊記
『続・社長漫遊記』（ぞくしゃちょうまんゆうき）は、1963年3月1日に東宝系で公開された日本映画。カラー。東宝スコープ。
キャッチコピーは「美人に浮気にスタミナ十分! 爆笑の社長旅は最高潮!」

## 概要
『社長シリーズ』第17作。本作の地方ロケは、別府温泉と長崎県。
なお、監督の杉江敏男は、本作をもってシリーズから離れる。
かつてはビデオソフト化（VHS）されたものの、『社長シリーズ』では珍しく映像DVD化されてなかったが、2014年6月3日にDVDマガジン「昭和の爆笑喜劇」（講談社）の一環として、初のDVD化となった。

## スタッフ
- 製作：藤本真澄
- 脚本：笠原良三
- 監督：杉江敏男
- 撮影：完倉泰一
- 照明：猪原一郎
- 美術：村木忍
- 録音：増尾鼎
- 音楽：神津善行
- 編集：小畑長蔵
- 助監督：野長瀬三摩地
- スチール：荒木五一

## 出演者
- 堂本平太郎：森繁久彌
- 堂本あや子：久慈あさみ
- 堂本可那子：中真千子
- 堂本周二：江原達怡
- 山中源吉：加東大介
- 山中よし子：東郷晴子
- 木村進：小林桂樹
- 木村てつ：英百合子
- 多胡久一：三木のり平
- れん子：淡路恵子
- 大浦タミエ：藤山陽子
- タミエの母：水の也清美
- タミエの父：小杉義男
- 上野勝子：雪村いづみ
- ウイリー田中：フランキー堺
- ジョン：ジョージ・ルイカー
- 権藤：河津清三郎
- 芸者・桃竜：草笛光子
- 芸者・ポン太：浜美枝
- 医者：沢村いき雄
- ホテルの女中A：田辺和佳子
- 同B：清水由紀（一部のサイトでは清水由記となっている。[1][2]）
- 造船所の社員：東静子
- 花月の女中：五十嵐和子
- 雲仙の女中：河美智子

## 同時上映
『天国と地獄』
- 原作：エド・マクベイン／脚本：小国英雄、菊島隆三、久板栄二郎、黒澤明／監督：黒澤明／主演：三船敏郎
- 東宝創立30周年記念作品。